# Sonny Kittel
Sonny Kittel (sinh ngày 6 tháng 1 năm 1993) là tiền vệ công người Đức hiện đang chơi bóng cho Hamburger SV.